# Apache Software Foundation
Apache Software Foundation er en open source organisation der understøtter og driver forskellige open source projekter, hvor det hidtidige mest kendte er Apache webserveren.